# Ilomilo
Ilomilo är en låt framförd av den amerikanska sångerskan Billie Eilish. Låten skrevs av Eilish och hennes bror Finneas O'Connell. Den återfinns på albumet When We All Fall Asleep, Where Do We Go?. Eilish har sagt att en av hennes favoritlåtar av sina egna är ilomilo.
Låten har streamats över 298 miljoner gånger på Spotify.
Låten laddades upp på YouTube den 28 mars 2019 och hade visats över 32 miljoner gånger den 12 december 2021.